# Станислав Спасов-Зиков
Станислав Спасов-Зиков (или Станислав Спасов), известен и с прякора Ико, е едър български земевладелец и зърнопроизводител, филантроп, функционер на Демократическата партия и кмет на софийското село Лесново в периода 1931-1934 г.

## Биография

### Произход и семейна среда
Станислав Спасов произхожда от лесновската фамилия Спасовци, основана от Спас, най-възрастният син на влиятелния софийски чорбаджия Велин Зиков, натрупал големи богатства като капзамал (осм. тур. бирник) на губернаторите на София Мазхар и Ибрахим паша през 70-те години на 19 век. След Освобождението, Спасовци купуват чифлика Орманлия (заедно с Чардаклия - летни резиденции на софийските паши) и изграждат на негово място днешното село Лесново. В началото на 20 век селото става известно като Спасови чифлици, а синовете на Спас се превръщат в една от най-богатите земевладелски фамилии в Софийското поле.

### Жизнен път
Станислав Спасов е най-малкият син на Спас Зиков и съпругата му Стана, роден след братята си Велин, Манол и Гаврил. През първото десетилетие на 20 век Станислав се утвърждава като водещ зърнопроизводител и с помощта на държавата закупува по-съвременни оръдия за обработване на земята като конски жътварки, плугове, брани и валяци. На Гара Новоселци (днес Елин Пелин) Станислав и братята му основават посредническа кантора, която изкупува зърното от всички по-значими производители и го продава на търговци за износ или за задоволяване на нуждите на София.
Разрастването на бизнеса му е прекъснато със започването на Балканската война, когато братята Спасовци са мобилизирани в армията. След като на 15 май 1917 г. брат му Гаврил Спасов-Зиков (младши подофицер в Шести пехотен търновски полк) загива в сражение край битолското село Мургаш, Станислав е уволнен от армията и се прибира у дома. В следвоенните години той се занимава със спекулативна търговия и продължава да увеличава своето богатство.
По това време в Лесново има само начално училище и децата продължават прогимназиалното си образование в Новоселци. През 1923 г. Станислав повдига въпроса за откриване и на прогимназия и дарява за тази цел своя кръчма в селото.

## Политическа дейност
Като изявен търговец и благодетел, Станислав Спасов става обект на интерес от политическите партии и през 20-те години Никола Мушанов успява да го привлече за член на Демократическата партия. Затова когато през 1331 г. Мушанов оглавява второто правителство на Народния блок, Станислав е назначен за кмет на Лесново. През следващите години правителството е принудено да действа безкомпромисно срещу нелегалните комунистически организации, като прилага Закона за защита на държавата и поддържа голям репресивен апарат. Изключение не прави и администрацията на Новоселската околия, в която активна роля изиграва лесновският кмет, особено при потушаването на т.нар. Грънчарска революция от есента на 1932 г.
Като кмет Станислав Спасов решава да завърши делото си и да построи ново лесновско училище като за целта провежда публичен търг на стойност 120 хил. лева, спечелен от инженер Нено Гичев. Училището е завършено през 1934 г. от следващия кмет Боян Йорданов.
След Деветнадесетомайския преврат преврат от 1934 г. Станислав Спасов се оттегля от кметския пост и престава да се занимава с политика.